# Paulianellus khandui
Paulianellus khandui är en skalbaggsart som beskrevs av Zdzisława Stebnicka 1981. Paulianellus khandui ingår i släktet Paulianellus och familjen Aphodiidae. Inga underarter finns listade i Catalogue of Life.